# Benito Nogales Cremades
Benito Nogales Cremades (Villanueva y Geltrú, 1 de agosto de 1965) es un deportista español que compitió en atletismo, campeón de atletismo de Cataluña, de España y en los Juegos Iberoamericanos de Atletismo en Río de Janeiro en 3.000 metros obstáculos.

## Trayectoria deportiva
Nogales, que ha sido un especialista en carreras de obstáculos, comenzó a correr el Colegio de los Franciscanos, San Buenaventura, de Vilanova y la Geltrú, y ha sido uno de los mejores atletas del Club de Atletismo PPCD de Vilanova, donde comenzó, fundamentalmente, su formación deportiva; pero llegó a competir para una decena de clubes diferentes. Durante su trayectoria deportiva fue campeón de España en 1989, 1990 y 1991, y campeón de Cataluña entre 1986 y 1989, y también en 1993 de los 3.000 metros obstáculos y campeón catalán de los 1.500 metros en 1990. participó en un Mundial en 1991, en un Campeonato de Europa en 1990, y fue campeón iberoamericano de los 3.000 metros obstáculos en 1990.

### Historial catalán
- 1988: Campeón de Cataluña de atletismo y medalla de oro en la prueba de 3000 metros obstáculos.
- 1989: Campeón de Cataluña de atletismo y medalla de oro en la prueba de 3000 metros obstáculos.
- 1990: Campeón de Cataluña de atletismo y medalla de oro en la prueba de 3000 metros obstáculos.
- 1991: Campeón de Cataluña de atletismo y medalla de oro en la prueba de 3000 metros obstáculos.
- 1991: Mejor Atleta Catalán del año.
- 1992: Campeón de Cataluña de atletismo y medalla de oro en la prueba de 3000 metros obstáculos.
- 1993: Campeón de Cataluña de atletismo y medalla de oro en la prueba de 3000 metros obstáculos.
- 1994: Campeón de Cataluña de atletismo y medalla de oro en la prueba de 3000 metros obstáculos.
- 1995: Subcampeón de Cataluña de atletismo y medalla de plata en la prueba de 3000 metros obstáculos.
- 1996: Subcampeón de Cataluña de atletismo y medalla de plata en la prueba de 3000 metros obstáculos

### Historial español
- 1989: Campeón de España de Atletismo y medalla de oro en la prueba de 3000 metros obstáculos.
- 1990: Campeón de España de Atletismo y medalla de oro en la prueba de 3000 metros obstáculos.
- 1991: Campeón de España de Atletismo y medalla de oro en la prueba de 3000 metros obstáculos.
- 1992: Tercer clasificado en el campeonato de España con medalla de bronce en la prueba de 3000 metros obstáculos.
- 1993: Tercer clasificado en el campeonato de España con medalla de bronce en la prueba de 3000 metros obstáculos.
- 1994: Tercer clasificado en el campeonato de España con medalla de bronce en la prueba de 3000 metros obstáculos.
- 1995: Subcampeón de España de Atletismo y medalla de plata en la prueba de 3000 metros obstáculos.
- 1996: Subcampeón de España de Atletismo y medalla de plata en la prueba de 3000 metros obstáculos.

### Historial internacional
- 1990: Campeón y medalla de oro en los Juegos Iberoamericanos de Atletismo en Río de Janeiro, en 3000 metros obstáculos.

## Últimas competiciones atléticas
En los últimos años, compaginó su labor como conserje de la Zona Deportiva de Canyelles y de entrenador de grupos de niños de escuelas de la misma población, con el entrenamiento y la competición en pruebas de veteranos. Así, en una de sus últimas competiciones en las que participó, en 2013, consiguió la medalla de oro de la categoría M45 en los 3.000 metros obstáculos del Campeonato de Cataluña de veteranos al aire libre, que se celebró en el Maresme. En junio de 2014 se colgó la medalla de bronce en la categoría de 3.000 metros obstáculos del Campeonato de Cataluña de veteranos al aire libre, en Mollet del Vallés.
En marzo de 2016, después de toda una carrera deportiva, decidió colgar definitivamente las zapatillas y retirarse de la competición, pero siguiendo vinculado a su deporte de sempreart desde una vertiente más docente, como entrenador en el Club Atletismo Canyelles.